# FA Charity Shield 1997
Lo FA Charity Shield 1997, noto in italiano anche come Supercoppa d'Inghilterra 1997, è stata la 75ª edizione della Supercoppa d'Inghilterra.
Si è svolto il 3 agosto 1997 al Wembley Stadium di Londra tra il Manchester United, vincitore della FA Premier League 1996-1997, e il Chelsea, vincitore della FA Cup 1996-1997.
A conquistare il titolo è stato il Manchester United che ha vinto per 4-2 ai rigori dopo l'1-1 dei tempi regolamentari.

## Partecipanti
| Squadre        | Qualificazione                              | Partecipazioni precedenti (il grassetto indica la vittoria)                                         |
| -------------- | ------------------------------------------- | --------------------------------------------------------------------------------------------------- |
| Manchester Utd | Vincitore della FA Premier League 1996-1997 | 16 (1908, 1911, 1948, 1952, 1956, 1957, 1963, 1965, 1967, 1977, 1983, 1985, 1990, 1993, 1994, 1996) |
| Chelsea        | Vincitore della FA Cup 1996-1997            | 2 (1955, 1970)                                                                                      |

## Tabellino
| Arbitro: | Peter Jones |

|                                 |                      |                          |
| M. Hughes 52’                   | Marcatori            | 58’ Johnsen              |
| Sinclair Zola Di Matteo Lebœufn | Tiri di rigore 2 – 4 | Scholes Irwin Keane Butt |

| Chelsea | Manchester United |

### Formazioni
| Chelsea:        |    |                   |     |     |
|                 |    |                   |     |     |
| P               | 1  | Ed de Goeij       |     |     |
| D               | 20 | Frank Sinclair    | 26’ |     |
| D               | 6  | Steve Clarke      |     |     |
| D               | 5  | Frank Lebœuf      |     |     |
| D               | 17 | Danny Granville   |     |     |
| C               | 28 | Jody Morris       |     | 46’ |
| C               | 16 | Roberto Di Matteo |     |     |
| C               | 11 | Dennis Wise (c)   | 30’ |     |
| C               | 8  | Gustavo Poyet     |     |     |
| A               | 25 | Gianfranco Zola   |     |     |
| A               | 10 | Mark Hughes       |     | 77’ |
| A disposizione: |    |                   |     |     |
| P               | 13 | Kevin Hitchcock   |     |     |
| D               | 2  | Dan Petrescu      | 90’ | 46’ |
| D               | 29 | Neil Clement      |     |     |
| C               | 4  | Ruud Gullit       |     |     |
| C               | 16 | Paul Hughes       |     |     |
| A               | 9  | Gianluca Vialli   |     | 77’ |
| A               | 22 | Mark Nicholls     |     |     |
| Allenatore:     |    |                   |     |     |
| Ruud Gullit     |    |                   |     |     |

| Manchester Utd: |    |                      |     |     |
|                 |    |                      |     |     |
| P               | 1  | Peter Schmeichel     |     |     |
| D               | 12 | Phil Neville         |     |     |
| D               | 6  | Gary Pallister       |     |     |
| D               | 5  | Ronny Johnsen        |     |     |
| D               | 3  | Denis Irwin          |     |     |
| C               | 8  | Nicky Butt           |     |     |
| C               | 18 | Paul Scholes         |     |     |
| C               | 16 | Roy Keane (c)        |     |     |
| C               | 11 | Ryan Giggs           |     | 72’ |
| A               | 9  | Andy Cole            |     |     |
| A               | 10 | Teddy Sheringham     | 26’ | 72’ |
| A disposizione: |    |                      |     |     |
| P               | 17 | Raimond van der Gouw |     |     |
| D               | 2  | Gary Neville         |     |     |
| C               | 7  | David Beckham        |     | 72’ |
| C               | 14 | Jordi Cruijff        |     | 72’ |
| C               | 15 | Karel Poborský       |     |     |
| C               | 23 | Ben Thornley         |     |     |
| A               | 13 | Brian McClair        |     |     |
| Allenatore:     |    |                      |     |     |
| Alex Ferguson   |    |                      |     |     |